# Bogumiła Matusiak
Bogumiła Matusiak (nascida em 24 de janeiro de 1971) é uma ex-ciclista polonesa de ciclismo de estrada.
Foi 25 vezes campeã polonesa.
Competiu representando as cores da Polônia nos Jogos Olímpicos de Verão de 2004 em Atenas. Competiu no Campeonato Mundial UCI de Ciclismo em Estrada entre 1994 e 2008.
É sobrinha de Wojciech Matusiak.